# Franse bogen

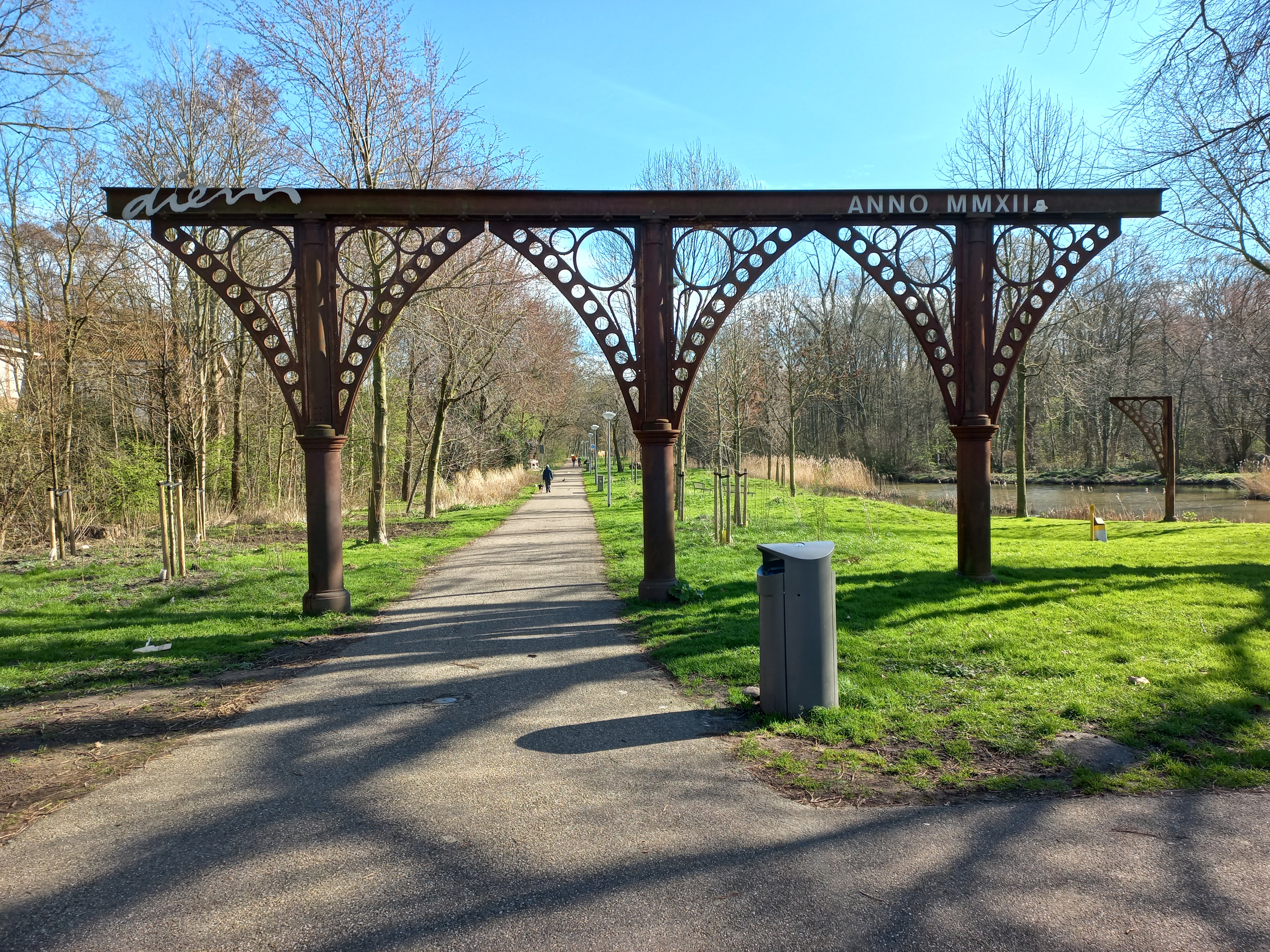
Franse bogen met links de kunstenaar en rechts jaartal (maart 2024) op de achtergrond rechts nog een boog

Parijse bogen is een fictieve titel van een artistiek kunstwerk in Amsterdam-Noord.
Kunstenaar Peter Diem had deze bogen gekocht uit de restanten van de vismarkt Les Halles in Parijs, die in 1971 werd afgebroken. Hij schonk ze na opknappen aan de Gemeente Amsterdam en die plaatste ze bij de ingang van het W.H. Vliegenbos aan de Meeuwenlaan. Diem zocht een verbinding tussen Parijs (vismarkt) en Amsterdam (vissers wonende in Amsterdam-Noord). Daar staat sinds 2012, het honderdjarig bestaan van het park, een deel van een dragende constructie van de vismarkt als poort.